# Cooler Master
Cooler Master（クーラーマスター、訊凱國際股份有限公司）は、1992年11月17日に林仁政が台北市に設立した台湾のPCパーツメーカーである。
中国の恵州市と崑山市に主工場を置き、台湾を中心に、事業を展開している。
同社の製品は自作PC分野での知名度が高く、2002年から2003年までの間、リテール製品事業部とODM/OEMヒートシステムソリューション事業部に分割されていたが、現在その2つの事業部は子会社として2社に分割されている。
CPUクーラーをはじめ、PCケース、電源ユニット、タブレット端末向けの周辺機器などの開発及び販売を行っている。

## 沿革
- 1992年 - 会社設立
- 1999年 - 業界初の総アルミニウム製PCケースを発売
- 2001年 - 業界初の銅製ヒートシンクを発売
- 2001年 - 中国工場の稼働を開始
- 2003年 - 業界初のアルミニウム製ノートPC冷却スタンドを発売
- 2011年 - IFデザイン賞を受賞